# Campeonato Cearense 2021
El Campeonato Cearense 2021 fue la 107.ª edición de dicho torneo, organizado por la Federación Cearense de Fútbol. El torneo comenzó el 10 de febrero de 2021 y finalizó el 23 de mayo del mismo año con la participación de 10 equipos.

## Sistema de competición
- El Campeonato se jugó en cuatro fases: Primera Fase, Segunda Fase, Semifinal y Final.

- En la Primera Fase, todos los clubes participantes, excepto los clubes que participan en la Copa do Nordeste 2021, Ceará y Fortaleza, jugaron entre sí en una sola rueda, totalizando siete partidos para cada equipo. Al final, los seis primeros se clasificaron para la Segunda Fase. Por otro lado, los clubes ubicados en las posiciones 7.° y 8.° descendieron a la Serie B de 2022. En caso de empate en puntos obtenidos entre dos o más equipos al final de la Primera Fase, el desempate, a efectos de clasificación, se realizará observando los siguientes criterios:

1. Partidos ganados
2. Diferencia de goles
3. Goles a favor
4. Enfrentamientos directos (entre dos clubes)
5. Sorteo

- En la Segunda fase, Ceará y Fortaleza se sumaron a los seis clubes clasificados de la Primera fase y se enfrentaron en una sola rueda, totalizando siete partidos para cada equipo. Al final, los cuatro primeros se clasificaron para la Semifinal. En caso de empate en puntos ganados entre dos o más equipos al final de la Segunda Fase, el desempate, a efectos de clasificación, se realizará observando los siguientes criterios, considerando únicamente los partidos disputados en la Segunda Fase:

1. Partidos ganados
2. Diferencia de goles
3. Goles a favor
4. Enfrentamientos directos (entre dos clubes)
5. Sorteo

- En la Semifinal, los cuatro clubes clasificados se enfrentaron en partido único, con localía para el club mejor ubicado en la Segunda fase.

En caso de empate al final del tiempo normal, habrá prórroga. Si el empate prevalece al final de la prórroga, los equipos mejores ubicados en la Segunda Ronda se clasifican a la Fase Final.
- En la Final, los clubes que avanzaron de las semifinales se enfrentaron en partido único, con localía para el club mejor ubicado, considerando los siguientes criterios:

1. Mayor cantidad de puntos sumando la Segunda Fase y la Semifinal
2. Mayor cantidad de partidos ganados sumando la Segunda Fase y la Semifinal
3. Mayor diferencia de goles sumando la Segunda Fase y la Semifinal
4. Mayor cantidad de goles a favor sumando la Segunda Fase y la Semifinal
5. Mejor ubicado en la Segunda fase

- El equipo ganador de la Fase Final será otorgado  con el título de Campeón Cearense de 2021 y garantizará un cupo en la Copa do Nordeste 2022, junto al equipo mejor ubicado en la Primera Fase, además de garantizar también un cupo en la Copa de Campeones Cearense de 2022. Los tres equipos mejores ubicados, excepto Ceará, Fortaleza y Ferroviário, garantizan cupos en la Serie D de 2022. El equipo con la mejor campaña que no tenga sede en Fortaleza ganará el título de Campeón del Interior 2021 y recibirá el troféo de la Taça Padre Cícero.

## Participantes

### Ascensos y descensos
| Pos. | Descendidos en la temporada 2020 |
| ---- | -------------------------------- |
| 9º   | Floresta                         |
| 10º  | Horizonte                        |

| Pos. | Ascendidos de la Serie B 2020 |
| ---- | ----------------------------- |
| 1º   | Icasa                         |
| 2º   | Crato                         |

| Equipos participantes | Equipos participantes | Equipos participantes | Equipos participantes | Equipos participantes |
| --------------------- | --------------------- | --------------------- | --------------------- | --------------------- |
| Atlético Cearense     | Crato                 | Barbalha              | Icasa                 | Icasa                 |
| Ferroviário           | Fortaleza             | Guarany de Sobral     | Pacajús               | Ceará                 |

## Primera fase

### Clasificación
| Pos. | Equipo            | Pts. | PJ | G | E | P | GF | GC | Dif. | Clasificación 2021                                       |
| ---- | ----------------- | ---- | -- | - | - | - | -- | -- | ---- | -------------------------------------------------------- |
| 1    | Ferroviário       | 16   | 7  | 5 | 1 | 1 | 12 | 5  | +7   | Clasificado a la segunda fase y a la Copa de Brasil 2022 |
| 2    | Pacajús           | 13   | 7  | 3 | 4 | 0 | 9  | 3  | +6   | Clasificado a la segunda fase                            |
| 3    | Atlético Cearense | 12   | 7  | 3 | 3 | 1 | 12 | 8  | +4   | Clasificado a la segunda fase                            |
| 4    | Caucaia           | 10   | 7  | 3 | 1 | 3 | 14 | 6  | +8   | Clasificado a la segunda fase                            |
| 5    | Icasa             | 10   | 7  | 2 | 4 | 1 | 9  | 7  | +2   | Clasificado a la segunda fase                            |
| 6    | Crato             | 5    | 7  | 1 | 2 | 4 | 6  | 9  | −3   | Clasificado a la segunda fase                            |
| 7    | Guarany de Sobral | 5    | 7  | 1 | 2 | 4 | 4  | 10 | −6   | Descenso a la Serie B 2022                               |
| 8    | Barbalha          | 4    | 7  | 1 | 1 | 5 | 5  | 23 | −18  | Descenso a la Serie B 2022                               |

Actualizado a los partidos jugados el 7 de marzo de 2021.
 Fuente: FCF

### Fixture
- La hora de cada encuentro corresponde al huso horario correspondiente al Estado de Ceará (UTC-3).

| Guarany de Sobral | 0 - 0 | Barbalha    | Junco        | 10 de febrero | 15:30 |
| Pacajús           | 0 - 0 | Caucaia     | João Ronaldo | 10 de febrero | 15:30 |
| Atlético Cearense | 1 - 1 | Ferroviário | Domingão     | 20 de febrero | 15:30 |
| Crato             | 1 - 1 | Icasa       | Mirandão     | 20 de febrero | 15:30 |

| Caucaia     | 2 - 0 | Crato             | Raimundão    | 13 de febrero | 15:30 |
| Barbalha    | 2 - 1 | Atlético Cearense | Inaldão      | 14 de febrero | 15:30 |
| Icasa       | 1 - 1 | Pacajús           | Inaldão      | 23 de febrero | 15:30 |
| Ferroviário | 2 - 0 | Guarany de Sobral | Elzir Cabral | 23 de febrero | 15:30 |

| Barbalha | 0 - 2 | Icasa             | Inaldão      | 17 de febrero | 15:30 |
| Caucaia  | 0 - 3 | Atlético Cearense | Raimundão    | 17 de febrero | 15:30 |
| Crato    | 0 - 1 | Guarany de Sobral | Mirandão     | 17 de febrero | 15:30 |
| Pacajús  | 1 - 0 | Ferroviário       | João Ronaldo | 17 de febrero | 15:30 |

| Guarany de Sobral | 0 - 3 | Caucaia  | Junco        | 26 de febrero | 15:00 |
| Atlético Cearense | 2 - 2 | Icasa    | Domingão     | 26 de febrero | 15:30 |
| Ferroviário       | 5 - 2 | Barbalha | Elzir Cabral | 26 de febrero | 15:30 |
| Crato             | 1 - 1 | Pacajús  | Mirandão     | 26 de febrero | 15:30 |

| Barbalha          | 0 - 8 | Caucaia           | Inaldão      | 1 de marzo | 15:30 |
| Pacajús           | 1 - 0 | Guarany de Sobral | João Ronaldo | 1 de marzo | 15:30 |
| Icasa             | 0 - 1 | Ferroviário       | Mirandão     | 1 de marzo | 15:30 |
| Atlético Cearense | 2 - 1 | Crato             | Domingão     | 1 de marzo | 15:30 |

| Pacajús           | 4 - 0 | Barbalha          | João Ronaldo | 4 de marzo | 15:30 |
| Guarany de Sobral | 1 - 2 | Atlético Cearense | Junco        | 4 de marzo | 15:30 |
| Caucaia           | 0 - 1 | Icasa             | Raimundão    | 4 de marzo | 15:30 |
| Crato             | 0 - 1 | Ferroviário       | Mirandão     | 4 de marzo | 15:30 |

| Ferroviário       | 2 - 1 | Caucaia           | Franzé Morais | 7 de marzo | 15:00 |
| Icasa             | 2 - 2 | Guarany de Sobral | Mirandão      | 7 de marzo | 15:00 |
| Atlético Cearense | 1 - 1 | Pacajús           | Domingão      | 7 de marzo | 15:00 |
| Barbalha          | 1 - 3 | Crato             | Inaldão       | 7 de marzo | 15:00 |

## Segunda fase
| Pos. | Equipo            | Pts. | PJ | G | E | P | GF | GC | Dif. | Clasificación 2021            |
| ---- | ----------------- | ---- | -- | - | - | - | -- | -- | ---- | ----------------------------- |
| 1    | Fortaleza         | 17   | 7  | 5 | 2 | 0 | 20 | 2  | +18  | Clasificado a las semifinales |
| 2    | Ferroviário       | 17   | 7  | 5 | 2 | 0 | 14 | 4  | +10  | Clasificado a las semifinales |
| 3    | Ceará             | 13   | 7  | 4 | 1 | 2 | 15 | 8  | +7   | Clasificado a las semifinales |
| 4    | Atlético Cearense | 11   | 7  | 3 | 2 | 2 | 21 | 11 | +10  | Clasificado a las semifinales |
| 5    | Pacajús           | 9    | 7  | 2 | 3 | 2 | 10 | 9  | +1   |                               |
| 6    | Crato             | 4    | 7  | 1 | 1 | 5 | 7  | 23 | −16  |                               |
| 7    | Icasa             | 3    | 7  | 1 | 0 | 6 | 3  | 19 | −16  |                               |
| 8    | Caucaia           | −2   | 7  | 1 | 1 | 5 | 11 | 25 | −14  |                               |

Actualizado a los partidos jugados el 17 de mayo de 2021.
 Fuente: FCF
Notas:
1. ↑  Caucaia se le descontaron 6 puntos.[2]

### Fixture
- La hora de cada encuentro corresponde al huso horario correspondiente al Estado de Ceará (UTC-3).

| Crato             | 1 - 0 | Icasa     | Mirandão      | 10 de marzo | 15:00 |
| Ferroviário       | 2 - 1 | Ceará     | Franzé Morais | 10 de marzo | 15:00 |
| Pacajús           | 2 - 4 | Caucaia   | João Ronaldo  | 10 de marzo | 15:00 |
| Atlético Cearense | 0 - 2 | Fortaleza | Domingão      | 10 de marzo | 15:00 |

| Fortaleza | 4 - 1 | Caucaia           | Castelão | 1 de mayo | 19:00 |
| Crato     | 0 - 4 | Ferroviário       | Domingão | 2 de mayo | 15:30 |
| Icasa     | 0 - 3 | Atlético Cearense | Mirandão | 2 de mayo | 15:30 |
| Ceará     | 1 - 1 | Pacajús           | Castelão | 2 de mayo | 16:00 |

| Caucaia     | 0 - 6 | Atlético Cearense | Raimundão    | 5 de mayo | 15:30 |
| Pacajús     | 0 - 0 | Fortaleza         | João Ronaldo | 5 de mayo | 15:30 |
| Ferroviário | 3 - 0 | Icasa             | Castelão     | 5 de mayo | 21:45 |
| Ceará       | 1 - 0 | Crato             | Vovozão      | 6 de mayo | 20:00 |

| Fortaleza         | 0 - 0 | Ferroviário | Raimundão    | 8 de mayo | 21:00 |
| Pacajús           | 3 - 0 | Icasa       | João Ronaldo | 9 de mayo | 15:30 |
| Atlético Cearense | 7 - 1 | Crato       | Domingão     | 9 de mayo | 15:30 |
| Caucaia           | 1 - 6 | Ceará       | Raimundão    | 9 de mayo | 16:00 |

| Ferroviário       | 1 - 0 | Caucaia   | Elzir Cabral | 11 de mayo | 15:30 |
| Atlético Cearense | 1 - 1 | Pacajús   | Domingão     | 11 de mayo | 15:30 |
| Icasa             | 0 - 1 | Ceará     | Raimundão    | 11 de mayo | 20:00 |
| Crato             | 1 - 6 | Fortaleza | Raimundão    | 12 de mayo | 21:45 |

| Icasa            | 3 - 2 | Caucaia     | Elzir Cabral  | 15 de mayo | 15:30 |
| Crato            | 1 - 2 | Pacajús     | Franzé Morais | 15 de mayo | 15:30 |
| Ceará            | 0 - 2 | Fortaleza   | Castelão      | 15 de mayo | 16:00 |
| Atlético Ceaense | 2 - 2 | Ferroviário | Raimundão     | 15 de mayo | 18:00 |

| Ceará     | 5 - 2 | Atlético Cearense | Vovozão      | 17 de mayo | 15:30 |
| Fortaleza | 6 - 0 | Icasa             | Castelão     | 17 de mayo | 15:30 |
| Pacajús   | 1 - 2 | Ferroviário       | João Ronaldo | 17 de mayo | 15:30 |
| Caucaia   | 3 - 3 | Crato             | Raimundão    | 17 de mayo | 15:30 |

## Fase final

### Semifinales
| 19 de mayo de 2021, 15:30 (UTC-3) | Ferroviário | 0:3 (0:0) | Ceará                              | Arena Castelão, Fortaleza |  |
|                                   |             | Reporte   | William Klaus 75' · Saulo 78', 88' |                           |  |

| 19 de mayo de 2021, 21:30 (UTC-3) | Fortaleza                                                                                    | 6:0 (1:0) | Atlético Cearense | Arena Castelão, Fortaleza |  |
|                                   | Lucas Crispim 11', 75' · Yago Pikachu 61' · Luiz Henrique 87' · Romarinho 90' · Ronald 90+3' | Reporte   |                   |                           |  |

### Final
| 23 de mayo de 2021, 17:00 (UTC-3) | Fortaleza | 0:0 | Ceará | Arena Castelão, Fortaleza |  |

| Bandera del estado de Ceará |
| Campeón                     |
| Fortaleza 44.to título      |

## Clasificación general
- El campeonato otorga dos cupos para la Copa de Brasil 2022 y, si algún equipo lo tiene garantizado por otra vía, pasará al siguiente en la clasificación general. Además, otorga tres cupos para la Serie D 2022 a los equipos que no se encuentren en ninguna de las demás categorías. Por motivos de la clasificación general, no se tienen en cuenta los puntajes de la primera fase con excepción de los equipos descendidos.

### Campeonato Cearense
| Pos. | Equipo            | Pts. | PJ | G | E | P | GF | GC | Dif. | Clasificación 2021                                                |
| ---- | ----------------- | ---- | -- | - | - | - | -- | -- | ---- | ----------------------------------------------------------------- |
| 1    | Fortaleza         | 21   | 9  | 6 | 3 | 0 | 26 | 2  | +24  | Campeón y clasificado a la Copa do Nordeste 2022.                 |
| 2    | Ceará             | 17   | 9  | 5 | 2 | 2 | 18 | 8  | +10  | Subcampeón y clasificado a la Copa de Brasil 2022.                |
| 3    | Ferroviário       | 17   | 8  | 5 | 2 | 1 | 14 | 7  | +7   | Clasificado a la Copa de Brasil 2022 y Pré-Copa do Nordeste 2022. |
| 4    | Atlético Cearense | 11   | 8  | 3 | 2 | 3 | 21 | 17 | +4   | Clasificado a la Pré-Copa do Nordeste 2022.                       |
| 5    | Pacajús           | 9    | 7  | 2 | 3 | 2 | 10 | 9  | +1   | Clasificado a la Serie D 2022.                                    |
| 6    | Crato             | 4    | 7  | 1 | 1 | 5 | 7  | 23 | −16  | Clasificado a la Serie D 2022.                                    |
| 7    | Icasa             | 3    | 7  | 1 | 0 | 6 | 3  | 19 | −16  | Clasificado a la Serie D 2022.                                    |
| 8    | Caucaia           | −2   | 7  | 1 | 1 | 5 | 11 | 25 | −14  |                                                                   |
| 9    | Guarany de Sobral | 5    | 7  | 1 | 2 | 4 | 4  | 10 | −6   | Descendidos al Campeonato Cearense Serie B 2022.                  |
| 10   | Barbalha          | 4    | 7  | 1 | 1 | 5 | 5  | 23 | −18  | Descendidos al Campeonato Cearense Serie B 2022.                  |

Actualizado a los partidos jugados el 23 de mayo de 2021.
 Fuente: FCF
Notas:
1. ↑  Caucaia se le descontaron 6 puntos.

### Taça Padre Cícero
| Pos. | Equipo   | Pts. | PJ | G | E | P | GF | GC | Dif. | Clasificación 2021 |
| ---- | -------- | ---- | -- | - | - | - | -- | -- | ---- | ------------------ |
| 1    | Pacajus  | 9    | 7  | 2 | 3 | 2 | 10 | 9  | +1   | Campeón.           |
| 2    | Crato    | 4    | 7  | 1 | 1 | 5 | 7  | 23 | −16  |                    |
| 3    | Icasa    | 3    | 7  | 1 | 0 | 6 | 3  | 19 | −16  |                    |
| 4    | Caucaia  | −2   | 7  | 1 | 1 | 5 | 11 | 25 | −14  |                    |
| 5    | Guarany  | 5    | 7  | 1 | 2 | 4 | 4  | 10 | −6   |                    |
| 6    | Barbalha | 4    | 7  | 1 | 1 | 5 | 5  | 23 | −18  |                    |

Actualizado a los partidos jugados el 23 de mayo de 2021.
 Fuente: [ FCF]
Notas:
1. ↑  se le descontaron 6 puntos.

## Goleadores
Actualizado el 23 de mayo de 2021.
| Pos. | Jugador             | Equipo            | Goles |
| ---- | ------------------- | ----------------- | ----- |
| 1    | Olávio              | Atlético Cearense | 14    |
| 2    | Ciel                | Caucaia           | 8     |
|      | Adilson Bahia       | Ferroviário       | 7     |
| 5    | Valdo Bacabal       | Atlético Cearense | 7     |
|      | Wandson             | Atlético Cearense | 4     |
|      | Hugo Freitas        | Caucaia           | 4     |
|      | Diego Palhinha      | Pacajús           | 4     |
|      | Berguinho           | Ferroviário       | 4     |
|      | Wellington Paulista | Fortaleza         | 4     |
|      | Robson              | Fortaleza         | 4     |
|      | Testinha            | Pacajús           | 4     |
|      | Lucas Crispim       | Fortaleza         | 4     |